# قصر باغ بالا

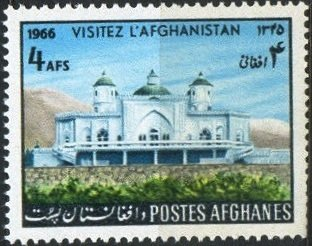
تمبر پستی کاخ باغ بالا

قصر باغ بالا (انگلیسی: Bagh-e Bala Palace) یک قصر سلطنتی سابق در کابل، افغانستان است. این قصر در بالای تپه‌ای در پارک باغ بالا (باغ مرتفع) در نزدیکی کارته‌پروان واقع شده است. این کاخ دارای یک استخر بزرگ است (که در دهه ۱۹۷۰ اضافه شد) و اطراف آن را درختان کاج احاطه کرده است.

## تاریخچه
این بنا در سال ۱۸۹۳ توسط امیر عبدالرحمن خان برای گذراندن تابستان‌ها ساخته شد که در سال ۱۹۰۱ در آنجا درگذشت. بعد از آن در زمان امیر حبیب‌الله خان به عنوان قلعه و بعد از آن به عنوان مهمانخانه مورد استفاده قرار گرفت. در سال ۱۹۱۹ این قصر به یک خانه نظامی در زمان پادشاه غازی امان‌الله خان و بعد از آن این مجموعه به موزه ملی افغانستان تبدیل شد. در دهه ۱۹۳۰ این بنا متروکه شد ولی در دهه ۱۹۶۰ در زمان محمد ظاهرشاه بازسازی و به یک رستوران تبدیل شد.
این قصر در جنگ داخلی دهه ۱۹۹۰ سالم ماند و خسارتی ندید. در دهه‌های ۲۰۰۰ و ۲۰۱۰ مجدداً بازسازی شد و فضای داخلی آن به گونه‌ای حفظ شد که شبیه طرح اصلی قرن ۱۹ باشد، اما در حال حاضر بطور رسمی از آن استفاده‌ای نمی‌شود.
اطراف قصر به یک پارک عمومی بزرگ تبدیل شده است. مورخان آمریکایی نانسی و لوئی دوپری در سال ۱۹۶۶ در اینجا ازدواج کردند.

## نگارخانه

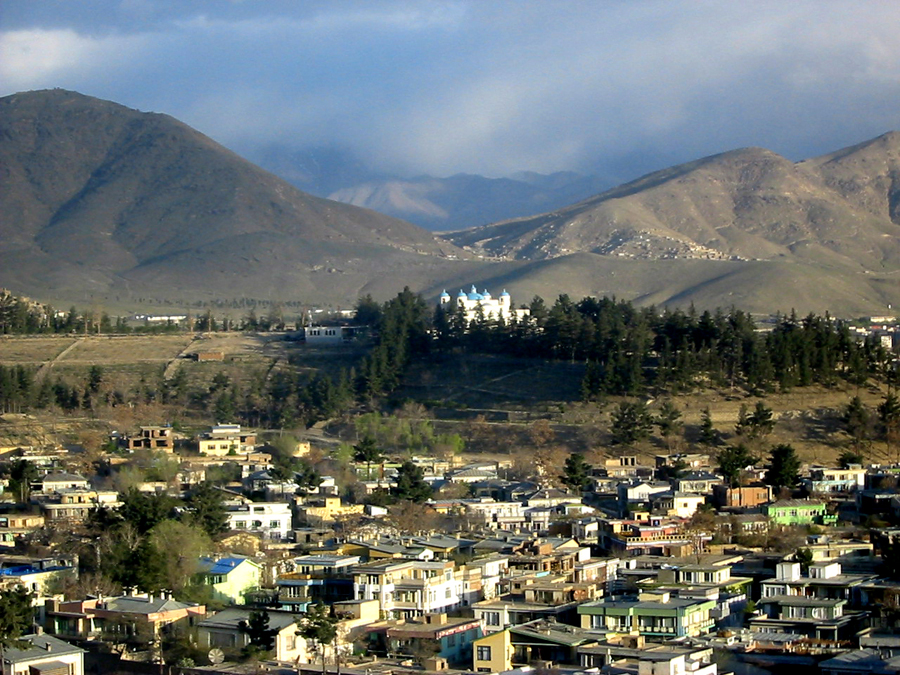
قصر باغ بالا از دور نمایان است (۲۰۰۶)
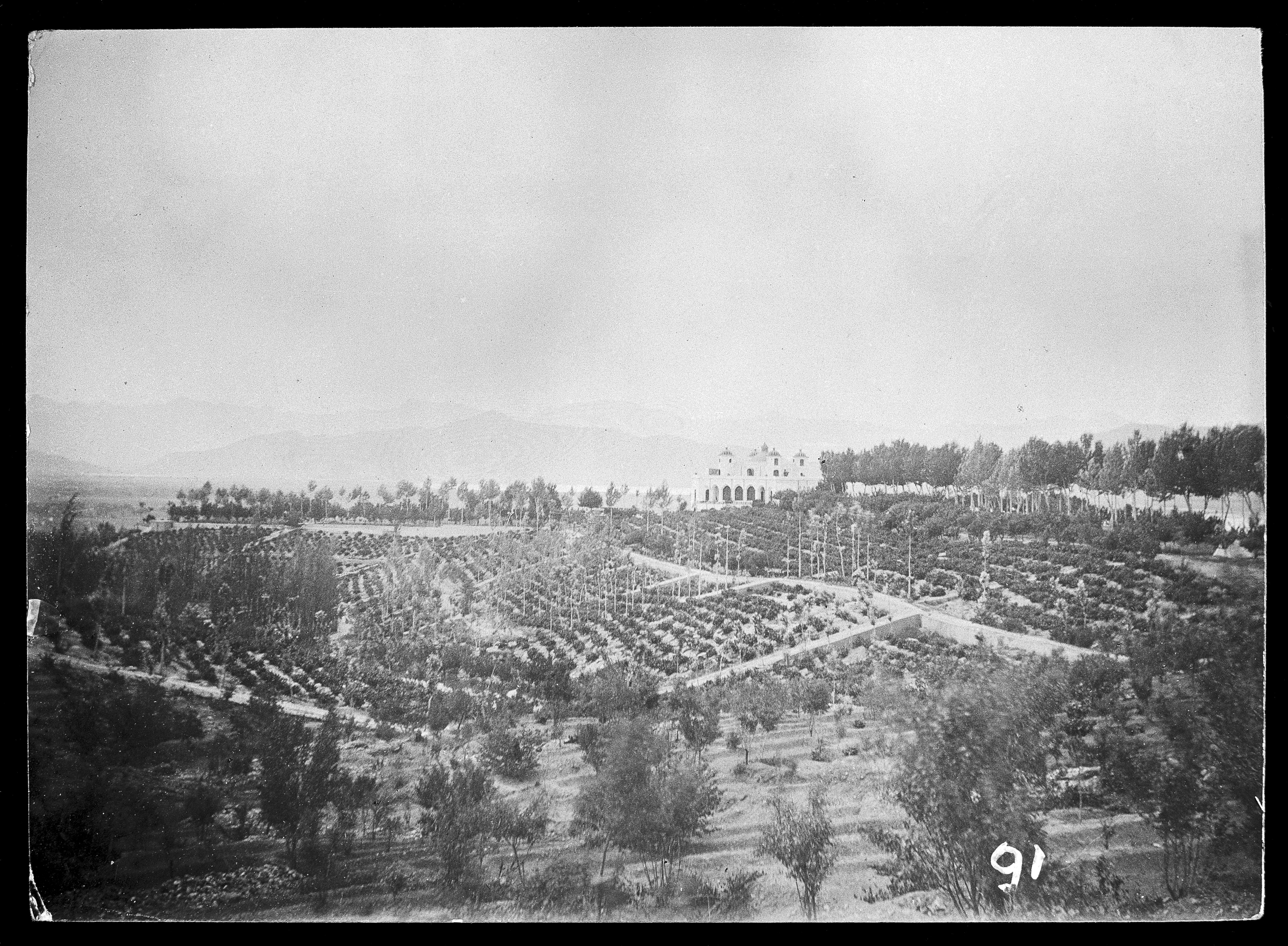
قصر باغ بالا از دور نمایان است (۱۸۹۰)
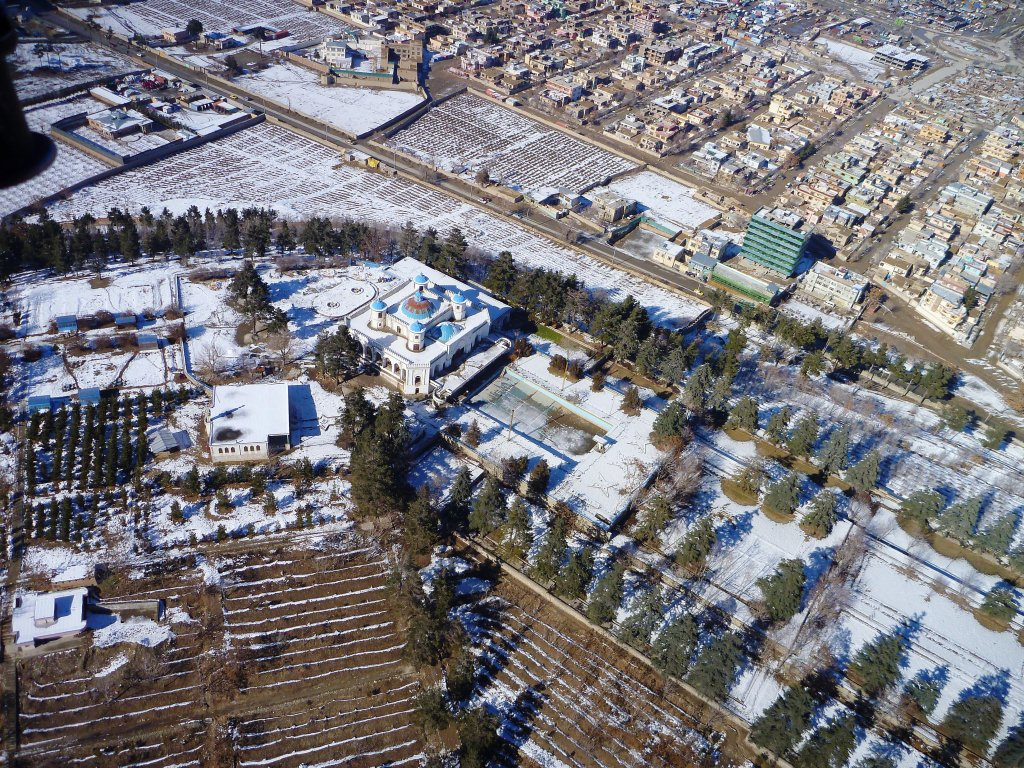
نمای هوایی از قصر و باغ‌های اطراف آن